# Königsforst-Marathon
Der Königsforst-Marathon gehört zu den ältesten Marathonveranstaltungen in Deutschland. Er findet seit 1973 im Frühjahr im Königsforst in Bensberg / Bergisch Gladbach bei Köln statt. Die nächste Veranstaltung findet am Sonntag, den 15. März 2026 statt. Der 52. Königsforst-Marathon bietet wieder die drei Distanzen Halbmarathonlauf, Marathonlauf und 63.3km-Ultramarathonlauf.
Erstmals wurde der Königsforst-Marathon im Jahr 1973 von der LG Rhein-Berg unter der Leitung von Gottfried Küpper organisiert. Für Organisation verantwortlich waren danach: 1975 die LG Rheinberg, 1976 das LAZ Berg.-Gladbach und der TV Bensberg, 1977–1988 der TV Bensberg, 1989 das LAZ, 1990–1994 die TS Berg.-Gladbach. 1995 bis 2013 übernahm dann der gemeinnützige Verein Königsforst-Marathon e. V. unter der Leitung von Manfred Blasberg, die Arbeit und unterstützte mit dem Erlös den Naturschutz.
Seit 2014 ist das TV Refrath running team, eine Abteilung des Turnverein Refrath 1893 e.V., unter der Leitung von Jochen Baumhof Veranstalter des Marathons. Mitglied bei German Road Races ist der Lauf seit 2015.
Unter dem Leitgedanken 'Run Green Run Happy' werden aus dem Erlös auch Maßnahmen finanziert und durchgeführt, um die Veranstaltung naturnah, nachhaltig und klimaschonend zu gestalten. Unterstützt werden die Bergische Greifvogelhilfe, die Partner des Laufs ist. Als CO2-Ausgleich für die Anreise der Teilnehmer kooperiert der TV Refrath mit Felix Weber und seinem Verein Tree Athlete e.V. und unterstützt so Maßnahmen für einen aktiven Klimaschutz.

## Strecke
Neben der 42,195km-Strecke sind ein Halbmarathon (seit 1975) und ein 63,3km-Ultramarathonlauf (seit 2021) im Programm. Die Strecke ist ein DLV-vermessener Halbmarathon-Rundkurs durch den Königsforst auf festem Waldboden, mit wenigen Asphaltpassagen und befestigten Fahrwegen. Die Strecke führt am Monte Troodelöh vorbei, der höchsten Erhebung der Stadt Köln. Für den Marathon wird die Halbmarathonstrecke zweimal durchlaufen, für den Ultramarathon dreimal.
Von 1973 bis 1982 wurde die Originalstrecke absolviert, mit Start auf dem Schloßfeldweg und Ziel auf dem Schulhof der Realschule. Ab 1983 wurde auf einem neu vermessenen Rundkurs mit Start und Ziel an der Bundesanstalt für Straßenwesen (BaSt) gelaufen, da durch den Bau der BaSt die letzten Meter der Originalstrecke nicht mehr benutzbar waren. 1987 wurde eine kurzfristig erstellte 14-km-Runde absolviert, da viele Streckenabschnitte wegen der Wetterlage unbenutzbar waren. Bis 2023 wurde der Kurs mehrfach leicht verändert, ohne dass sich dadurch das Höhenprofil wesentlich änderte.
2017 wurde das Veranstaltungszentrum verlegt, um die Abläufe an Start und Ziel zu vereinfachen. Start und Ziel sowie die Startnummernausgabe befinden sich seitdem am Albertus-Magnus-Gymnasium Bensberg, nur wenige Meter vom Originalstart von 1973 entfernt. Seit 2021 werden neben dem Marathon (zwei Runden), ein Halbmarathon (eine Runde) und ein Ultralauf (drei Runden) angeboten.
Zum Jubiläumslauf, der 50. Austragung im Jahr 2024, erfolgte eine komplette Überarbeitung und Veränderung des Streckenverlaufs, angelehnt an die Originalstrecke von 1973. Gefahrenstellen wurden entfernt: Die Querung der drei Wanderparkplätze und die lange Steigung auf dem schmalen Radweg an der Landstrasse. Auch die Passage mit dem 'Gegenlaufverkehr' auf dem Klasheider Weg ist nicht mehr dabei. Bestandteile des Verlaufs mit einer großen Runde sind jetzt die Wassertretstelle und die ehemalige Bahntrasse der damaligen Strecke Mülheim-Lindlar. Der Naturmarathon verläuft nun zu 90% innerhalb des Naturschutzgebietes Königsforst und spart sensible Bereiche (u. a. Brut- und Nistgebiete geschützter Vogelarten, kleine Fließgewässer und Weiher) aus. Die Organisatoren haben sich hierzu von den Naturschutzbehörden und einem Gutachter beraten lassen.

## Rückblick auf die Anfänge des ‚Volkslaufs‘ im Königsforst
Der erste Start erfolgte am 8. April 1973 an der Johannes-Gutenberg-Realschule in Bensberg. 596 Starter, fast nur Männer und „auch einige Frauen“, wie die Presse erstaunt anmerkte, wagten den Start in den Marathon. Als Zeitvorgabe waren acht Stunden ausgegeben. Das Startgeld betrug 10 Mark. Um 9:00 Uhr machten sich die Männer und Frauen laufend, gehend und wandernd auf den Weg. Sogar aus Holland, Belgien und der Schweiz waren einige angereist. „Offizielle Gruppen“ kamen vom Bundesgrenzschutz und den belgischen Streitkräften. Ins Ziel kamen 477 Personen. Den Abschluss bildete nach 7:52 Stunden Karl-Heinz Kruse aus Köln-Porz, der gemeinsam mit seinem erst 12-jährigen Sohn Rainer die Strecke absolvierte.
Erster Sieger wurde nach 2:25 h Helmut Urbach, damals der herausragende Ultra-Läufer in Deutschland, mit knapp vier Minuten Vorsprung auf Hans van Kasteren. Auf Platz drei blieb auch Herbert Stöcker noch unter 2:30 h. Das hat es danach nie wieder gegeben.
Erste Siegerin wurde die erst 13-jährige Elisabeth Pelly aus den USA in 3:56 h vor Lucia Preusker aus Neuss in 4:08 h, die wiederum nur eine Minute Vorsprung auf Marthel von dem Berge aus Münster hatte. Die Drittplatzierte hat eine besondere Marathon-Vorgeschichte: Fünf Jahre zuvor, am 6. Oktober 1968, war sie beim ersten Schwarzwald-Marathon die erste Siegerin des weltweit ersten offiziellen Frauen-Marathon.
Nach dem Erfolg der ersten Veranstaltung ergänzten die Organisatoren 1975 einen Halbmarathon und seitdem fand der Königsforst-Marathon (fast) jedes Jahr statt. 1987 wurde wegen vereister Strecke anstelle des Halbmarathons nur ein 14-Kilometer-Lauf ausgetragen. Der Marathon fand statt: Es wurden drei Runden gelaufen. Herbert Steffny gewann über 14 Kilometer und merkte hinterher scherzhaft an, er habe nicht gewusst, dass „ein Crosslauf zu bestreiten“ sei. Denn die Passagen im Königsforst waren doch ziemlich schlammig. Nur 2007 konnte der Lauf wegen der durch den Orkan Kyrill verursachten Schäden nicht durch das Forstamt genehmigt werden.
Exakt 50 Jahre nach dem ersten Start erinnerten am Karsamstag, den 8. April 2023, Mitglieder des TV Refrath mit einem Geburtstagslauf auf der Originalstrecke von 1973 an die Premiere des Königsforst-Marathon. Mit dabei auch Herbert Stöcker (Jg. 1950), der im Premieren-Marathon in 2:29:52 Stunden als Dritter ins Ziel kam.

## Der Marathon in der Pandemie
Im Jahr 2020 wurde die Veranstaltung aufgrund der einsetzenden COVID-19-Pandemie in den Herbst verschoben. Im Modus 'Run Happy Days' starteten über 600 Frauen und Männer in kleinen Startgruppen im 10-Minuten-Abstand den ganzen Vormittag lang. Am 18. Oktober im Marathon und Halbmarathon und am 25. Oktober nur im Halbmarathon.
Da die COVID-19-Pandemie auch 2021 zum regulären Termin am dritten Märzwochenende eine reale Durchführung nicht zuließ, erfolgte abermals eine Korrektur der Planungen: Der 47. Königsforst-Marathon im Jahr 2021 fand im März als virtuelle Variante (Motto: RUN GREEN – RUN VIRTUAL) und am 7. November als realer Lauf (Motto: RUN GREEN – RUN HAPPY) statt. Erstmals wurde auch ein 63,3 km Ultralauf angeboten.
Am 20. März 2022 fand der Königsforst-Marathon dann wieder zum regulären Termin statt. Beachtet werden mussten Kontrollen des Impfstatus und es galt noch eine Maskenpflicht im Innenraum und bis zum Start. Der Start erfolgt in vier Gruppen im Abstand von je 15 Minuten. Fast 1000 Läuferinnen und Läufer gingen so bei bestem Laufwetter auf eine, zwei oder drei Halbmarathon-Runden durch den Königsforst.
Mit diesen flexiblen Lösungen ist der Königsforst-Marathon eine von nur 15 Marathon-Veranstaltungen in Deutschland, die im Laufe der Pandemie trotzdem durchgängig als realer Lauf stattgefunden haben. 2023 fand der Königsforst-Marathon wieder ohne Auflagen zum Gesundheitsschutz statt.

## Ergebnisse
Viele bekannte Namen erscheinen in den Siegerlisten. Schnell wieder im Ziel waren beispielsweise: David Schönherr, Felix Weber, Herbert Steffny, Maciek Miereczko, Astrid Benöhr und Nele Alder-Baerens.
Helmut Urbach hielt von 1973 bis 2020 den Marathon-Streckenrekord. Dann löste ihn Dominik Fabianowski ab. Sechsfache Rekordsiegerin und Inhaberin des Streckenrekords im Marathon ist seit 1994 Birgit Lennartz-Lohrengel. Auf drei Halbmarathon-Siege kommt Petra Maak, seit 1993 die Inhaberin des Halbmarathon-Streckenrekords. Den Streckenrekord im Halbmarathon der Männer halten nach ihrem gemeinsamen Sieg im Jahr 1984 Michael Longthorn und Kurt Stenzel. Ein besonderes Novum gab es im Jahr 1984. Auch im Marathon gewann ein Duo zeitgleich: Georg Stock und Helmut Urbach.
2021 fand der erste KöFo-Ultramarathon über drei Runden statt. Die ersten Sieger über 63,3 km waren Markus Meinke (in 4:36:36 h) und Carina Jochum (in 6:00:47 h). 2022 standen dann Frank Merrbach (in 4:36:32 h) und Christine Becker (in 5:44:08 h) ganz oben auf dem Siegerpodest. 2023 wiederholte Frank Merrbach (in 4:25:19 h) seinen Sieg und drückte den Streckenrekord um über 11 Minuten. Claudia Maria Henneken gewann bei den Frauen in 5:29:15 Stunden.
2024 verbesserte Joanna Tallmann den Rekord bei den Frauen auf 4:56 Stunden. Siegreich bei den Männern war Enrico Käseberg in 4:46 Stunden. Neue Rekorde setzten 2025 Joanna Tallmann in 4:37 Stunden und David Schönherr in 4:10 Stunden.

### Veranstaltungsrekorde
Marathon (42,2 km)
- Männer: 2:24:39 Stunden, Dominik Fabianowski, 2020
- Frauen: 2:53:32 Stunden, Birgit Lennartz-Lohrengel, 1994

Halbmarathon (21,1 km)
- Männer: 66:40 Minuten, Michael Longthorn + Kurt Stenzel, 1984
- Frauen: 77:57 Minuten, Petra Maak, 1993

Ultramarathon (63,3 km)
- Männer: 4:10:47 Stunden, David Schönherr, 2025
- Frauen: 4:37:25 Stunden, Joanna Tallmann, 2025

Die Strecke wurde seit 1973 mehrmals leicht verändert. Das Profil und die Höhenmeter veränderten sich dadurch nur geringfügig.

### Siegerinnen- und Siegerlisten

#### Marathon
| Jahr | Männer                              | Zeit (h) | Frauen                        | Zeit (h) |
| ---- | ----------------------------------- | -------- | ----------------------------- | -------- |
| 2025 | Constantin Jux                      | 2:46:27  | Martina Ottes                 | 3:06:04  |
| 2024 | Jimmy Balla                         | 2:54:31  | Ira Achenbach                 | 2:58:25  |
| 2023 | Markus Mey                          | 2:50:07  | Inge Raabe                    | 3:44:39  |
| 2022 | Philipp Keil                        | 2:47:40  | Nele Alder-Baerens -2-        | 2:58:36  |
| 2021 | Tom Peiter                          | 2:46:06  | Doris Marquardt               | 3:08:40  |
| 2020 | Dominik Fabianowski -3-             | 2:24:39  | Nele Alder-Baerens            | 3:08:10  |
| 2019 | Nikki Johnstone                     | 2:36:54  | Michaela Nicht                | 3:21:03  |
| 2018 | Dominik Fabianowski -2-             | 2:34:03  | Susanne Loewen                | 3:27:20  |
| 2017 | Dominik Fabianowski                 | 2:38:41  | Susanne Schulze               | 2:56:23  |
| 2016 | Robert Wilms                        | 2:43:36  | Annabel Diawuoh -3-           | 3:24:04  |
| 2015 | Moritz Kufferath                    | 2:47:04  | Carmen Otto                   | 3:19:12  |
| 2014 | Sascha Velten                       | 2:49:34  | Annabel Diawuoh -2-           | 3:20:13  |
| 2013 | Till Schramm                        | 2:41:37  | Antje Möller                  | 3:10:50  |
| 2012 | Jochen Kümpel -2-                   | 2:53:49  | Annabel Diawuoh               | 3:21:48  |
| 2011 | Frank Hardenack                     | 2:49:05  | Gudrun Schyns                 | 3:27:22  |
| 2010 | Philipp Nawrocki                    | 2:49:53  | Karin Meuser                  | 3:31:53  |
| 2009 | Uwe Jungbluth                       | 2:41:35  | Anne Staeves                  | 3:15:19  |
| 2008 | Frank Dietrich                      | 2:47:40  | Birgit Lennartz-Lohrengel -3- | 3:17:36  |
| 2007 | (kein Lauf wg. Sturm)               | 0:00:00  | (kein Lauf wg. Sturm)         | 0:00:00  |
| 2006 | Ralph Hettrich                      | 2:53:08  | Irina Kretschmann             | 3:13:10  |
| 2005 | Jochen Kümpel                       | 2:51:43  | Susanne Beisenherz            | 3:36:18  |
| 2004 | Felix von Witsch                    | 2:48:19  | Carmen Otto                   | 3:19:43  |
| 2003 | Ernst Brüssel                       | 2:53:13  | Astrid Benöhr -4-             | 3:14:56  |
| 2002 | Uwe Totzke                          | 2:42:49  | Astrid Benöhr -3-             | 3:21:50  |
| 2001 | Ger Bodelier                        | 2:40:58  | Ulrike Steeger -4-            | 3:21:42  |
| 2000 | Martin Lohbreyer                    | 2:47:11  | Ulrike Steeger -3-            | 3:19:19  |
| 1999 | Holger Schieberle                   | 2:38:03  | Astrid Benöhr -2-             | 3:14:53  |
| 1998 | Peter Marke                         | 2:43:22  | Birgit Kieven                 | 3:11:44  |
| 1997 | Arne Heuser                         | 2:43:18  | Nicole Kresse                 | 2:57:28  |
| 1996 | Burkhard Lennartz -4-               | 2:46:39  | Birgit Lennartz-Lohrengel -2- | 3:09:53  |
| 1995 | Burkhard Lennartz -3-               | 2:42:50  | Astrid Benöhr                 | 3:08:42  |
| 1994 | Ernst Brüssel                       | 2:38:11  | Birgit Lennartz-Lohrengel     | 2:53:32  |
| 1993 | Burkhard Lennartz -2-               | 2:33:24  | Ulrike Steeger -2-            | 3:12:49  |
| 1992 | Ralf Kraus -2-                      | 2:36:02  | Ulrike Steeger                | 3:21:54  |
| 1991 | Ralf Kraus                          | 2:43:11  | Gisela Schneider-Endroweidt   | 3:09:00  |
| 1990 | Burkhard Lennartz                   | 2:34:29  | Angelika Böttcher             | 3:05:49  |
| 1989 | Heinz-Josef Fetten                  | 2:39:35  | ‚Mausi‘ Gantenbein            | 3:22:43  |
| 1988 | Christoph Kraeber                   | 2:35:40  | Lilo Köllen                   | 3:11:18  |
| 1987 | Georg Stock -3-                     | 2:38:28  | Ursula Koether -2-            | 3:22:17  |
| 1986 | Harald Sakowski                     | 2.32:52  | Sonja Mero                    | 3:16:14  |
| 1985 | Martin Lüchtefeld                   | 2:33:26  | Helga Weinbrenner             | 3:12:58  |
| 1984 | Helmut Urbach -5- + Georg Stock -2- | 2:36:21  | Marion Keutgen                | 3:10:06  |
| 1983 | Helmut Urbach -4-                   | 2:38:33  | Annemarie Hackhausen          | 3:19:41  |
| 1982 | Jaques Smeets                       | 2.34:35  | Ursula Koether                | 3:16:10  |
| 1981 | Klaus Krämer                        | 2:29:29  | leider keine Ergebnisliste    | 0:00:00  |
| 1980 | Alfons Everz                        | 2:31:44  | Waltraud Wollenberger         | 3:17:25  |
| 1979 | Georg Stock                         | 2:35:30  | Margret Zeihe                 | 3:45:12  |
| 1978 | Clovis Morales                      | 2:33:40  | Gerda Reinke                  | 3:17:15  |
| 1977 | Helmut Urbach -3-                   | 2:31:02  | Marlene Spira                 | 3:31:30  |
| 1976 | Jozef Rombourse                     | 2:29:44  | Gretel Meschede -2-           | 3:08:10  |
| 1975 | Helmut Urbach -2-                   | 2:28:00  | Gretel Meschede               | 3:20:42  |
| 1974 | (kein Lauf)                         | 0:00:00  | (kein Lauf)                   | 0:00:00  |
| 1973 | Helmut Urbach                       | 2:25:46  | Elisabeth Pelly               | 3:56:00  |

#### Halbmarathon
| Jahr | Männer                           | Zeit (h) | Frauen                        | Zeit (h) |
| ---- | -------------------------------- | -------- | ----------------------------- | -------- |
| 2025 | Oscar Pablo Thies                | 1:14:28  | Alexandra Selzer              | 1:28:44  |
| 2024 | Timothy Engel                    | 1:16:04  | Kim Zwicker                   | 1:34:25  |
| 2023 | Moritz Flader                    | 1:17:58  | Adele Blaise-Sohnius -2-      | 1:22:45  |
| 2022 | Maciek Miereczko -4-             | 1:14:11  | Hanna Rühl                    | 1:29:15  |
| 2021 | Maciek Miereczko -3-             | 1:12:31  | Silke Schneider -2-           | 1:27:21  |
| 2020 | Patric Starosta                  | 1:15:17  | Silke Schneider               | 1:29:37  |
| 2019 | Maciek Miereczko -2-             | 1:14:31  | Adele Blaise-Sohnius          | 1:25:07  |
| 2018 | Markus Mey                       | 1:16:41  | Kristina Roth                 | 1:29:14  |
| 2017 | Maciek Miereczko                 | 1:11:41  | Silke Schneider               | 1:28:47  |
| 2016 | Arnar Pétursson                  | 1:10:22  | Julia Kümpers                 | 1:24:29  |
| 2015 | Dennis Klusmann -2-              | 1:14:30  | Liz Roche                     | 1:28:21  |
| 2014 | Dennis Klusmann                  | 1:16:50  | Jaqueline Funke -3-           | 1:29:09  |
| 2013 | Sebastian Leins -2-              | 1:18:28  | Jaqueline Funke -2-           | 1:29:01  |
| 2012 | Christoph Leisner                | 1:14:20  | Rike Westermann               | 1:24:23  |
| 2011 | Sebastian Leins                  | 1:14.04  | Jutta Schmitz                 | 1:33:06  |
| 2010 | Martin Koller                    | 1:15:46  | Marion Eschweiler             | 1:29:21  |
| 2009 | Andrej Bullach                   | 1:18:14  | Jaqueline Funke               | 1:35:34  |
| 2008 | Detlef Ellebrecht                | 1:12:53  | Theresa Körtgen               | 1:28:28  |
| 2007 | (kein Lauf wg. Sturm)            |          | (kein Lauf wg. Sturm)         |          |
| 2006 | Bernd Bücheler                   | 1:16:10  | Sigrid Zündorf                | 1:34:05  |
| 2005 | Frank Röttgen                    | 1:18:05  | Stefanie Glasenapp            | 1:35:27  |
| 2004 | Sasa Perisic -3-                 | 1:13:48  | Birgit Lennartz-Lohrengel -3- | 1:29:46  |
| 2003 | Sasa Perisic -2-                 | 1:13:47  | Annette Weiss                 | 1:24:28  |
| 2002 | Frederique de Coninck            | 1:12:28  | Ulla Rosen -2-                | 1:26:31  |
| 2001 | Olaf Möller                      | 1:11:53  | Astrid Benöhr                 | 1:32:57  |
| 2000 | Lieven van Severen -2-           | 1:13:21  | Ulla Rosen                    | 1:24:24  |
| 1999 | Lieven van Severen               | 1:13.11  | Ulrike Steeger                | 1:27:35  |
| 1998 | Patrick Küpper                   | 1:16:02  | Birgit Lennartz-Lohrengel -2- | 1:27:33  |
| 1997 | Sasa Perisic                     | 1:13:17  | Sandra Schönbach -2-          | 1:22:34  |
| 1996 | Axel Lüder                       | 1:12:28  | Sandra Schönbach              | 1:25:48  |
| 1995 | Andre Kirch                      | 1:12:36  | Ute Jenke                     | 1:22:51  |
| 1994 | Olaf Schimmel                    | 1:10:43  | Monika Bach                   | 1:26:17  |
| 1993 | Martin Grüning                   | 1:07:18  | Petra Maak -3-                | 1:17:57  |
| 1992 | Olaf Kästner                     | 1:10:46  | Petra Maak -2-                | 1:18:38  |
| 1991 | Bernd Schüttler                  | 1:13:07  | Birgit Reefschläger           | 1:18:53  |
| 1990 | Torsten Storch                   | 1:08:11  | Rosemarie Kößler              | 1:25:05  |
| 1989 | Bernd Feldhoff                   | 1:15:35  | Kirsten Fischer               | 1:26:37  |
| 1988 | Herbert Einsiedel                | 1:11:05  | Anke Breitenbach              | 1:22:42  |
| 1987 | Herbert Steffny (14 km)          | 0:46:03  | Sabine Weiss (14 km)          | 0:55:28  |
| 1986 | Andreas Cromm -2-                | 1:10:47  | Sabine Weiss                  | 1:23:43  |
| 1985 | Andreas Cromm                    | 1:08:41  | Barbara Berk                  | 1:22:47  |
| 1984 | Michael Longthorn + Kurt Stenzel | 1:06:40  | Birgit Lennartz-Lohrengel     | 1:20:27  |
| 1983 | Heinz Schneider                  | 1:10:43  | Petra Maak                    | 1:23:59  |
| 1982 | Peter Hermanns                   | 1:10:28  | Lilo Köllen -3-               | 1:24:49  |
| 1981 | Peter Morawski                   | 1:09:30  | Lilo Köllen -2-               | 1:24:50  |
| 1980 | Carsten Dette                    | 1:10:12  | Petra Niklas                  | 1:24:23  |
| 1979 | Klaus Orthen -2-                 | 1:08:37  | Lilo Köllen                   | 1:30:03  |
| 1978 | Klaus Orthen                     | 1:10:03  | Waltraud Kopatz               | 1:34:57  |
| 1977 | Günter Gordziel                  | 1:10:49  | Anneliese Ohm                 | 1:33:42  |
| 1976 | Pierre Staeleus                  | 1:10:44  | Sigrun Schumacher             | 1:33:22  |
| 1975 | Jean Jacques Leray               | 1:16:50  | Rosemarie Augustiak           | 1:40:10  |

### Mehrfachsiege
Mehrfach siegreich im Königsforst waren bislang 14 Frauen und 14 Männer. Auf das Konto dieser 28 Personen gehen 80 Siege im Königsforst. Hinzu kommen 132 Personen, die bislang je einmal gewonnen haben, entweder im Marathon oder im Halbmarathon oder im Ultramarathon.
- Rekordsiegerin im Königsforst ist Birgit Lennartz-Lohrengel. Sie gewann je 3× die volle und die halbe Distanz.
- Auf fünf Siege kommen Astrid Benöhr (1xHM, 4xM) und Helmut Urbach (5xM)
- Burkhard Lennartz und Ulrike Steeger haben im Marathon vier Siege erreicht, ebenso wie Maciek Miereczko im Halbmarathon.
- Dominik Fabianowski gewann die gesamte Distanz seit 2017 bislang drei Mal, ebenso wie Georg Stock zwischen 1979 und 1987 und Annabel Diawuoh zwischen 2012 und 2016.
- Lilo Köllen, Petra Maak, Jaqueline Funke und Silke Schneider sowie Sasa Perisic drei Mal den Halbmarathon.
- Doppelsiege verbuchten Adele Blaise-Sohnius, Gretel Meschede, Sandra Schönbach, Sabine Weiss, Klaus Orthen, Andreas Cromm, Lieven van Severen und Dennis Klusmann im Halbmarathon und dazu Ralf Kraus, Ernst Brüssel und Nele Alder-Baerens im Marathon sowie Frank Merrbach und Joanna Tallmann im Ultramarathon. Markus Mey gewann je einmal den Halbmarathon und den Marathon.

## Veranstaltungen seit 1973
- Marathon: 51
- Halbmarathon: 50
- Ultra: 5